# 龍遂
龍遂（1507年—？），字良卿，號南岡，江西吉安府永新縣人，民籍，明朝政治人物。

## 生平
嘉靖十年辛卯科（1531年）江西鄉試第三十八名舉人。嘉靖十四年（1535年）中式乙未科會試第二百十五名，登第三甲第一百五十九名進士。初授行人司行人，十八年十一月选授刑科给事中，二十一年七月嘉靖帝因夏言之事，怒及科道官员，龙遂等人被降职调外任。二十五年任興化府推官，升漳州府同知，三十年稍迁贵州佥事，兵备思南。以考察去職。

## 家族
曾祖龍謀；祖父龍敷；父龍必合，母李氏。慈侍下。